# Motoplex Speedway
Motoplex Speedway est un circuit de course automobile tri-ovale de 1/2 mile situé à Vernon en Colombie-Britannique (Canada), anciennement connu sous le nom Sun Valley Speedway. La NASCAR Pinty's Series s'y est produit chaque année de 2007 à 2013.
Le site présente aussi des concerts rock et autres événements au cours de la saison.

## Vainqueurs des courses Nascar Canadian Tire
- 15 juillet 2007 J.R. Fitzpatrick
- 19 juillet 2008 Don Thomson, Jr.
- 18 juillet 2009 Andrew Ranger
- 31 juillet 2010 Scott Steckly
- 23 juillet 2011 Scott Steckly
- 14 juillet 2012 D.J. Kennington
- 13 juillet 2013 Scott Steckly